# Bistro
»Bistro« je skladba in drugi single skupine Hazard iz leta 1982. Avtor glasbe je Tadej Hrušovar, tekst pa je napisal Dušan Velkaverh.

## Jugovizija '82
Leta 1982 je bila ta skladba slovenska predstavnica na izboru za jugoslovansko predstavnico izbora pesmi Evrovizije - Jugoviziji, kjer je dosegla 12. mesto od skupno 16.

## Snemanje
Tadej Hrušovar je bil producent. Sladba je bila izdana na albumu Največji uspehi vol. II pri založbi ZKP RTV Ljubljana na veliki vinilni plošči.

## Zasedba

### Produkcija
- Tadej Hrušovar – glasba, aranžma, producent
- Dušan Velkaverh – tekst

### Studijska izvedba
- Dominik Trobentar – vokal, bas kitara
- Braco Doblekar – saksofon, konge, vokal
- Miro Čekeliš – bobni
- Dare Petrič – kitara
- Dani Gančev – klaviature, vokal

## Mala plošča
7" vinilka
- »Bistro« (A-stran) – 2ː55
- »Rože za Elzo« (B-stran) – 3ː02